# كيت روكويل
كيت روكويل (بالإنجليزية: Kate Rockwell)‏ هي ممثلة أمريكية، ولدت في 4 أغسطس 1984.

## وصلات خارجية
- كيت روكويل على موقع IMDb (الإنجليزية)
- كيت روكويل على موقع قاعدة بيانات برودواي على الإنترنت (الإنجليزية)
- كيت روكويل على موقع قاعدة بيانات الفيلم (الإنجليزية)